# Oscil·lació de Kuznets
Una oscil·lació de Kuznets és una ona econòmica de mitjà abast amb un període de 15-25 anys identificat el 1930 per Simon Kuznets.
Alguns analistes econòmics moderns argumenten que l'oscil·lació de Kuznets reflecteix un cicle de 18 anys en el valor de la terra. Fred Harrison argumenta que aquest cicle de boom i caiguda podria ser suavitzat o evitat simplement posant un impost anual en el valor de terra (Impost sobre béns immobles).
L'anàlisi va ser criticada per Howrey el 1968, que va afirmar que el cicle econòmic aparentment trobat per Kuznets era un artifici del filtre utilitzat. Howrey va suggerir que el mateix patró cíclic podria ser trobat en una sèrie de sorolls blancs quan s'aplicava el filtre de Kuznets. Així i tot, Kuznets va afirmar que els canvis poden ser trobats en la dinàmica de PIB mundial fins i tot sense l'aplicació del filtre.